# Cirrhilabrus brunneus
Cirrhilabrus brunneus Allen, 2006 è un pesce d'acqua salata appartenente alla famiglia Labridae.

## Distribuzione e habitat
Ha un areale abbastanza ristretto: si trova soltanto nelle barriere coralline dell'Indonesia, nell'oceano Pacifico occidentale. A volte nuota anche oltre i 40 m di profondità.

## Descrizione
Presenta un corpo compresso lateralmente, mediamente allungato e di piccole dimensioni; la lunghezza massima registrata è infatti di 4, 4 cm. Le femmine hanno una colorazione che varia dal brunastro all'arancione.
I maschi adulti sono scuri con il ventre giallastro o marrone, le pinne pelviche sono marroni e non particolarmente ampie rispetto ad altre specie come C. naokoae e la pinna caudale a forma di mezzaluna, con sfumature bluastre e il margine bianco. Gli occhi e parte della testa sono rossi. Somiglia molto a Cirrhilabrus lunatus, di dimensioni maggiori, ma non presenta ampie aree arancioni né sul corpo né alla base della pinna dorsale.

## Biologia
Sconosciuta.

## Conservazione
Gli esemplari di questa specie vengono talvolta catturati per essere tenuti in acquario ma non si sa quanto questa minaccia incida realmente sulla popolazione perché la biologia di questa specie è ancora molto poco studiata. Quindi la lista rossa IUCN ha classificato questa specie come "dati insufficienti" (DD).